# Mesopotonia gracilicarpus
Mesopotonia gracilicarpus är en kräftdjursart som beskrevs av Bruce 1990. Mesopotonia gracilicarpus ingår i släktet Mesopotonia och familjen Palaemonidae. Inga underarter finns listade i Catalogue of Life.